# Gauliga Sudetenland
La Gauliga Sudetenland era la principale manifestazione calcistica nei Sudeti, la regione della Cecoslovacchia annessa alla Germania nel 1938 con la conferenza di Monaco. Poco dopo l'occupazione il governo nazista riorganizzò la regione attribuendole il nome di Gau Sudetenland.

## Storia
Dopo l'occupazione tedesca, la Gauliga Sudetenland fu giocata nel 1938-39 con la formula dell'eliminazione diretta, coinvolgendo i quattro campioni regionali, i Bezirksmeister. Il vincitore si qualificava per il campionato tedesco.
Era ammessa la partecipazione solo a club etnicamente tedeschi. Tranne che per la prima stagione, quando le squadre mantennero il loro nome, quasi tutte le società furono obbligate ad adottare il prefisso NTSG, che significava Nationalsozialistische Turnergemeinde ed erano sotto il diretto controllo nazista. Solo i club militari erano fuori da questo sistema.
Nel marzo 1939 la Germania nazista occupò anche la restante parte della Cecoslovacchia, formando il Protettorato di Boemia e Moravia e la formalmente indipendente Repubblica Slovacca. Club etnicamente tedeschi parteciparono alla Gauliga Sudetenland, specialmente da Praga.
La lega partì nel 1939 con undici squadre in due gruppi. I due vincitori giocavano una finale per determinare i campioni dei Sudeti. La stagione seguente la lega fu ridotta a sette squadre con una formula però invariata; il campionato fu enormemente accorciato dal sommarsi di rinunce.
La stagione 1941-42 vide il ritorno di un sistema meglio organizzato con 18 squadre in tre gruppi da sei sfidarsi in gironi all'italiana, i cui vincitori si sfidarono in partite di andata e ritorno per determinare il campione. L'anno dopo la lega venne nuovamente ridotta, con 15 squadre in tre gironi:  4 club nel girone orientale, 5 nel centrale e 6 nell'occidentale. Dal 1943 i club del Protettorato lasciarono per prendere parte alla nuova Gauliga Böhmen und Mähren.
Nelle ultime stagioni la lega funzionò con 13 squadre in due gironi, i cui vincitori si incontrarono in una doppia finale. Il collasso del regime nazista ebbe il suo riflesso anche sul campionato dei Sudeti e non è nemmeno chiaro se la stagione 1944-45 sia stata effettivamente conclusa nel modo previsto.

## Membri della lega

### Membri fondatori
Gruppo I:
- NTSG Graslitz
- NSTG Teplitz-Schönau
- NSTG Eger
- NSTG Brüx
- NSTG Karlsbad
- NSTG Komotau

Gruppo II:
- NSTG Gablonz
- NSTG Böhmisch Leipa
- NSTG Aussig
- NSTG Prosetitz
- NSTG Warnsdorf
- NSTG Reichenberg (si ritirò durante la stagione)

### Membri non fondatori
- NSTG Asch, giocarono parte di una stagione (1940–41)

## Vincitori e piazzati della Gauliga Sudetenland
| Stagione | Vincitore      | Secondo posto        |
| 1938-39  | Warnsdorfer FK | Teplitzer FK         |
| 1939-40  | NSTG Graslitz  | NSTG Gablonz         |
| 1940-41  | NSTG Praga     | Luftwaffen SV Pilsen |
| 1941-42  | LSV Olmütz     | NSTG Praga           |
| 1942-43  | MSV Brünn      | NSTG Budweis         |
| 1943-44  | NSTG Brüx      | NSTG Prosetitz       |